# Mateusz Masłowski
Mateusz  Masłowski (ur. 13 czerwca 1997 w Rzeszowie) – polski siatkarz, grający na pozycji libero.
Dnia 2 października 2013 roku w 4. kolejce PlusLigi w sezonie 2013/2014 miał swój debiut w koszulce Asseco Resovii w meczu przeciwko drużynie Transfer Bydgoszcz.

## Sukcesy juniorskie
Mistrzostwa Polski Młodzików:
- 2012

Mistrzostwa Polski Kadetów:
- 2013
- 2014

Mistrzostwa Polski Juniorów:
- 2014, 2016

Młoda Liga:
- 2014

I liga:
- 2016

## Sukcesy klubowe
Superpuchar Polski:
- 2013

PlusLiga:
- 2014

## Sukcesy reprezentacyjne
Międzynarodowy Turniej EEVZA Kadetów:
- 2013

Mistrzostwa Europy Kadetów:
- 2015[4]

Olimpijski festiwal młodzieży Europy:
- 2015[5]

Mistrzostwa Świata Kadetów:
- 2015[6]

Mistrzostwa Europy Juniorów:
- 2016

Mistrzostwa Świata Juniorów:
- 2017

Letnia Uniwersjada:
- 2019

## Nagrody indywidualne
- 2014: Najlepszy broniący Mistrzostw Polski Juniorów
- 2016: Najlepszy broniący Mistrzostw Polski Juniorów